# Wellesley Arabian
Vous lisez un « bon article » labellisé en 2019.
Le Wellesley Arabian (l'Arabe de Wellesley, en français) est un étalon gris d'origine orientale, importé en Angleterre au début du XIXe siècle par Henry Wellesley. Ses origines sont controversées, le Wellesley Arabian pouvant être perse, indien, syrien, ou originaire d'un pays du continent africain. Une version veut qu'il soit importé depuis les Indes en août 1803, par Henry Wellesley, frère du duc de Wellington. Il meurt vraisemblablement en Angleterre en 1811.
Ce cheval n'a qu'une petite influence sur la race des Pur-sang, donnant parmi quelques descendants notables la jument Fair Ellen, mère d'un vainqueur des Oaks d'Epsom et du second du Derby d'Epsom en 1826. Wellesley Arabian a aussi été une source d'inspiration pour le peintre d'origine suisse Jacques-Laurent Agasse. Il est représenté dans plusieurs gravures au début du XIXe siècle.

## Histoire

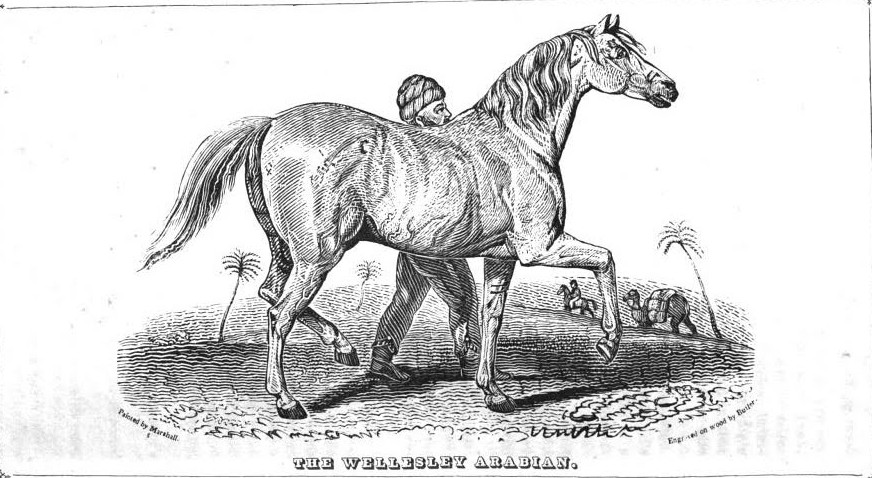
Le Wellesley Arabian d'après un dessin de Marshall gravé sur bois par Butler, publié dans l′American Turf Register and Sporting Magazine, 1830.

Ce cheval est aussi connu, d'après Roger D. Upton, sous le nom de The Wellesley Grey Arabian, soit « l'Arabe gris de Wellesley » en français. Le Wellesley Arabian est réputé provenir d'un pays arabe extérieur à l'Angleterre, mais son origine exacte reste peu claire, celle-ci n'ayant, d'après le vétérinaire anglais William Youatt, jamais été déterminée. 
D'après Harry Hieover, bien que son importateur le considère comme un cheval arabe, il pourrait s'agir en réalité d'un cheval perse, car l'ambassadeur de Perse avait visité l'Angleterre avec des chevaux issus de ses haras. Charles James Apperly (1842) et Sir Humphrey Francis De Trafford (1907) épousent cette théorie. Il n'existe cependant aucune preuve de cette origine. John Lawrence (History and Delineation of the Horse, 1809) estime qu'il s'agissait d'un cheval perse ou syrien. D'autres conjectures portent sur un pays « voisin de l'Arabie ». 
D'après les documents relatifs à Jacques-Laurent Agasse, le Wellesley Arabian fut « acquis en Afrique et rapporté des Indes » par Henry Wellesley, frère d'Arthur Wellesley, le duc de Wellington. Ce dernier importe cet étalon gris depuis « les Indes » en 1803, avec un autre cheval croisé, de robe alezan. Cependant, d'après John Lawrence, seul le cheval gris attire l'attention à l'époque. Ces deux chevaux arrivent en Angleterre en août 1803, au retour du service de Wellesley dans les Indes. La grande taille de Wellesley Arabian laisse à supposer qu'il provienne d'une région où la nourriture équine est abondante,,.
Un numéro du Sporting Magazine (en), daté de 1829, fait état de cette controverse sur ses origines, John Lawrence répondant à Captain Gwatkin que le Wellesley Arabian était perse ou syrien, avec de fortes origines arabes, et non originaire d'Inde. La controverse est répertoriée sur les bases de données généalogiques en ligne, Horsetelex n'indiquant ni origines ni année de naissance pour Wellesley Arabian, tandis que AllBreedPedigree l'annonce né en 1803, ayant pour père un cheval d'Inde né vers 1800.
Le Wellesley Arabian est présumé mort en 1811.

## Description

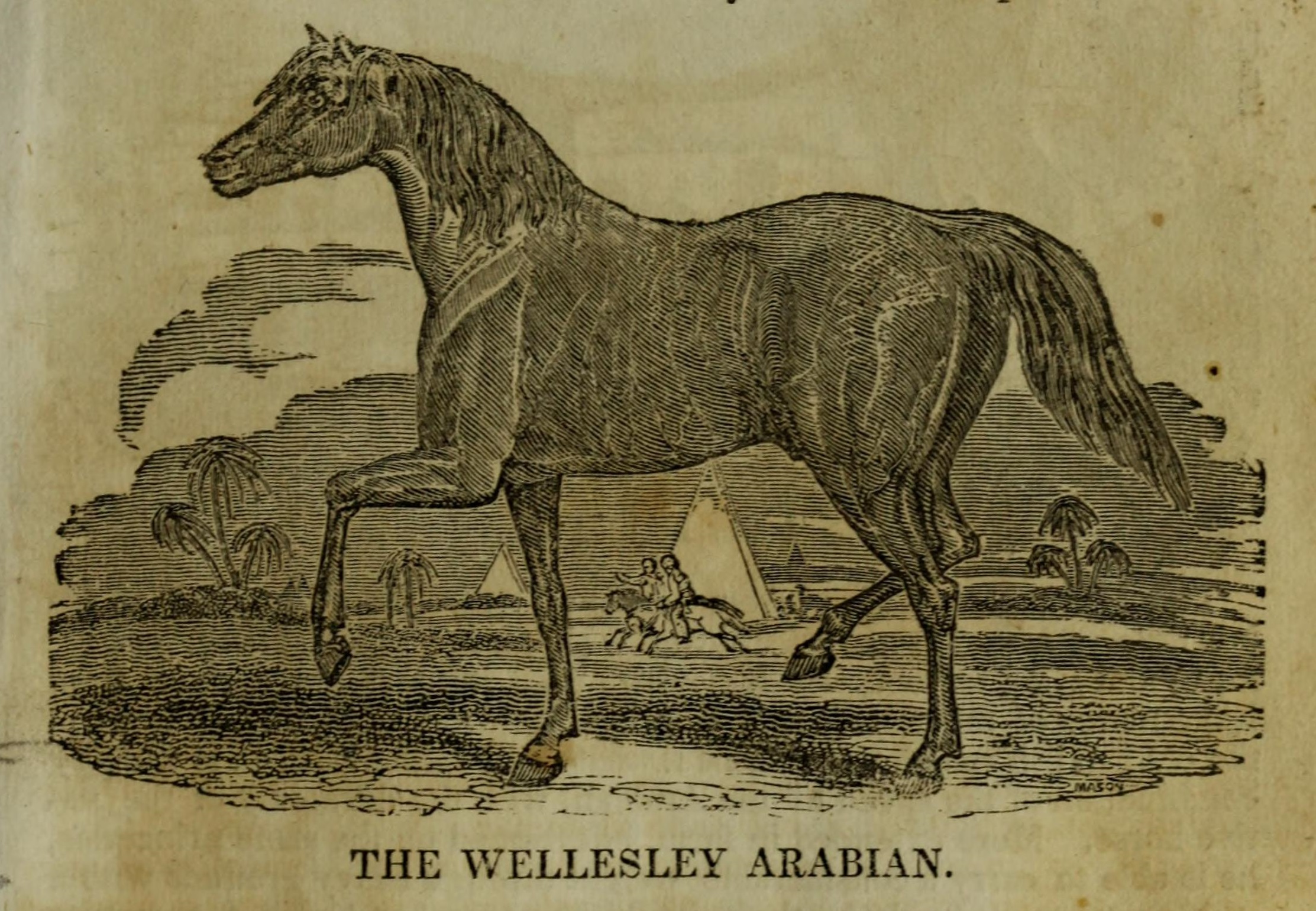
Le Wellesley Arabian, d'après une gravure dans une encyclopédie anglaise datée de 1831.

Wellesley Arabian est un étalon d'origine orientale, mais le General Stud Book ne l'enregistre pas comme un Pur-sang arabe, aussi fut-il présenté de façon erronée à son époque comme un cheval arabe,. Il ne présente par ailleurs ni le modèle du Barbe, ni celui de l'Arabe, mais plutôt le modèle-type du Pur-sang de chasse de l'époque. Son profil de chanfrein n'est pas concave. John Scott et Thomas Brown le comparent à un cheval militaire de charge européen, mais dont les membres et la finesse de la peau révèlent les origines orientales,. Par ailleurs, ses sabots sont moins fins que ceux des chevaux arabes habituels,,.
Portant une robe grise, il est réputé pour avoir été de grande taille pour son époque, soit 15 mains et deux pouces de haut (1,57 m).

## Descendance
Wellesley Arabian est le dernier cheval arabe, ou supposé tel, à être entré dans l'élevage des chevaux de course en Angleterre. En effet, aucun autre cheval arabe importé depuis la fin du XVIIIe siècle n'avait influencé la race du Pur-sang. Wellesley Arabian constitue donc une exception à la règle d'absence d'introduction de chevaux d'origine étrangère chez la race Pur-sang.
Quelques-uns de ses poulains ont été entraînés comme chevaux de courses, mais ont rencontré trop peu de succès pour être notables dans l'histoire de la race Pur-sang,. Wellesley Arabian est le père de Lemon Squeezer, né en 1807 d'Orange Squeezer, une fille de l'étalon Highflyer. Plus connue est sa fille la jument Fair Ellen, petite-fille par sa mère Maria de Highflyer,,. Par elle, le Wellesley Arabian est le grand-père de Lilias, gagnant des Oaks d'Epsom en 1826. Fair Ellen est aussi la mère de The Exquisite, qui termine second du Derby en 1829,. Et la mère de Dandizette, née chez M. Walker en 1820, qui a fini second des Oaks en 1823,. Une fille de Dandizette est la jument Selim Mare, alezane, née chez M. Sadler en 1822. Dandizette a également donné le poulain Babel, né en 1823.

## Représentations dans les arts
Le Wellesley Arabian a inspiré le peintre d'origine suisse Jacques-Laurent Agasse, qui l'a représenté dans l'un de ses travaux majeurs, Portrait of the Grey Wellesley Arabian with his Owner and Groom in a stable (« Portrait de l'Arabe gris de Wellesley avec son propriétaire et un palefrenier dans une écurie »), en 1809, constituant l'un de ses rares travaux à être signés. Le cheval et son groom sont le sujet d'un tableau de même type peint la même année par Agasse, The Wellesley Arabian, held by a Groom in a Landscape. Le tableau Portrait of the Grey Wellesley Arabian with his Owner and Groom in a stable a été recopié par Charles Turner dans une gravure de grande qualité, parue à Londres, chez Newman, le 19 août 1810. La trace de ces tableaux d'Agasse s'est perdue.

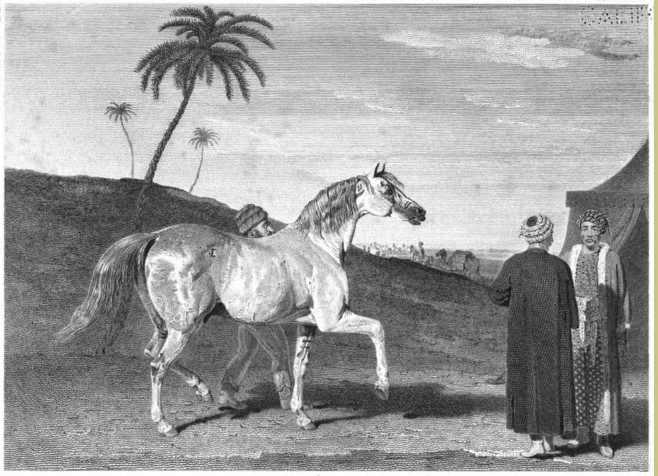
Le Wellesley Arabian dans le désert, d'après une reproduction de peinture publiée dans The Sportsman's Repository, 1831.
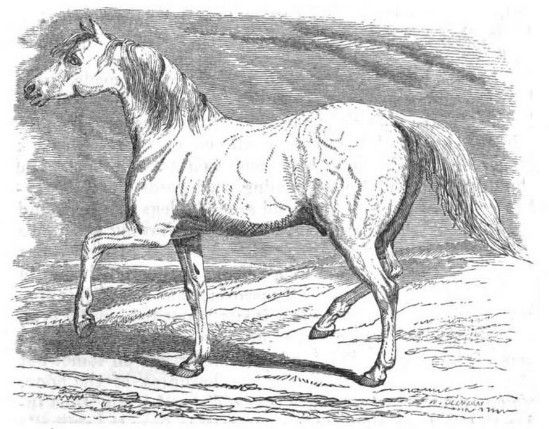
Le Wellesley Arabian, d'après une copie de gravure publiée dans Horses; their varieties, breeding, and management in health and disease en 1848.

Une gravure originale de ce cheval a été créée pour la première fois dans History of the Horse de Lawrence, en 1810. 